# 다판류
다판류(多板類)는 다판강(多板綱, Polyplacophora)에 속하는 연체동물의 총칭이다. 껍데기는 서로 겹치는 여덟 개의 각판으로 이루어져 있다. 눈이나 촉각이 없으며, 크고 넓적한 발을 갖는다. 머리부가 분명하지 않고, 항문은 뒤쪽에 있다. 주로 바다에 살며, 현재 약 500종이 알려져 있다. 군부, 줄군부 등이 이에 속한다.